# لین کانکا-ویلیامز
لین کانکا-ویلیامز (انگلیسی: Lynn Kanuka-Williams؛ زادهٔ ۱۱ ژوئیهٔ ۱۹۶۰) ورزشکار دو و میدانی اهل کانادا است.